# بلوغ المرام من أدلة الأحكام (كتاب)
كتاب بلوغ المرام من أدلة الأحكام من تأليف الإمام الحافظ أبي الفضل أحمد بن علي بن محمد الكناني الشافعي المعروف بابن حجر العسقلاني المتوفى سنة (852هـ).

## محتوى الكتاب
اشتمل هذا المتن على أصول الأدلة الحديثية للأحكام الشرعية.
وذكر عصام موسي هادي في تحقيقه للكتاب «حرره مؤلفه تحريراً بالغاً، ليصير من يحفظه من بين أقرانه نابغاً ويستعين به الطالب المبتدي، ولا يستغنى عنه الراغب المنتهي»، بلغ مجموع أحاديث هذا المتن (١٥٩٦) حديثاً.

## قيل عن الكتاب
- قال البعض: متنُ زادٍ وبُلُوغْكافيانِ في نُبوغْ
في إشارة إلي كتابي زاد المستقنع وبلوغ المرام.
- امتدح هذا الكتاب الشيخ ابن باز والشيخ ابن عثيمين

## الشروح
- سبل السلام شرح بلوغ المرام هو كتاب ألفه محمد بن إسماعيل الصنعاني.
- توضيح الأحكام من شرح بلوغ المرام للشيخ عبد الله البسام.
- الإفهام في شرح بلوغ المرام للشيخ عبد العزيز بن عبد الله الراجحي.
- منحة العلام شرح بلوغ المرام للشيخ عبد الله بن صالح الفوزان.
- شرح بلوغ المرام من أدلة الأحكام للشيخ عبد الكريم الخضير.[2]
- فتح ذي الجلال والإكرام بشرح بلوغ المرام للشيخ ابن عثيمين، مفرغ عن الشرح صوتي له.[3]
- الشرح المختصر على بلوغ المرام للشيخ ابن عثيمين.
- شرح صوتي للشيخ ابن باز.[4]
- شرح صوتي للشيخ عبدالمحسن الزامل.
- إعلام الأنام شرح بلوغ المرام للشيخ نور الدین عتر.
- تسهيل الإلمام بفقه الأحاديث من بلوغ المرام للشيخ صالح الفوزان.